# Karlštejn
Karlštejn [ˈkarlʃtɛjn] (deutsch Karlstein) ist eine Minderstadt im Okres Beroun in Tschechien. Auf 1209 Hektar leben etwa 740 Einwohner.

## Geschichte
Die ursprüngliche Ortsgründung hängt eng mit dem Bau der Burg Karlštejn durch Kaiser Karl IV. zusammen. Der Kaiser ließ auch die ersten Weinberge anlegen, an denen bis heute Weinbau betrieben wird. Der Ort hieß zunächst wie die Burg, wurde aber im 15. Jahrhundert zur Zeit der Hussiten in Buda umbenannt, und im 18. Jahrhundert zur Gemeinde Budňany.
Durch administrativen Zusammenschluss der Dörfer Budňany und Poučník entstand 1952 die Gemeinde Karlštejn. Seit 2007 besitzt der Ort den Status eines Městys.

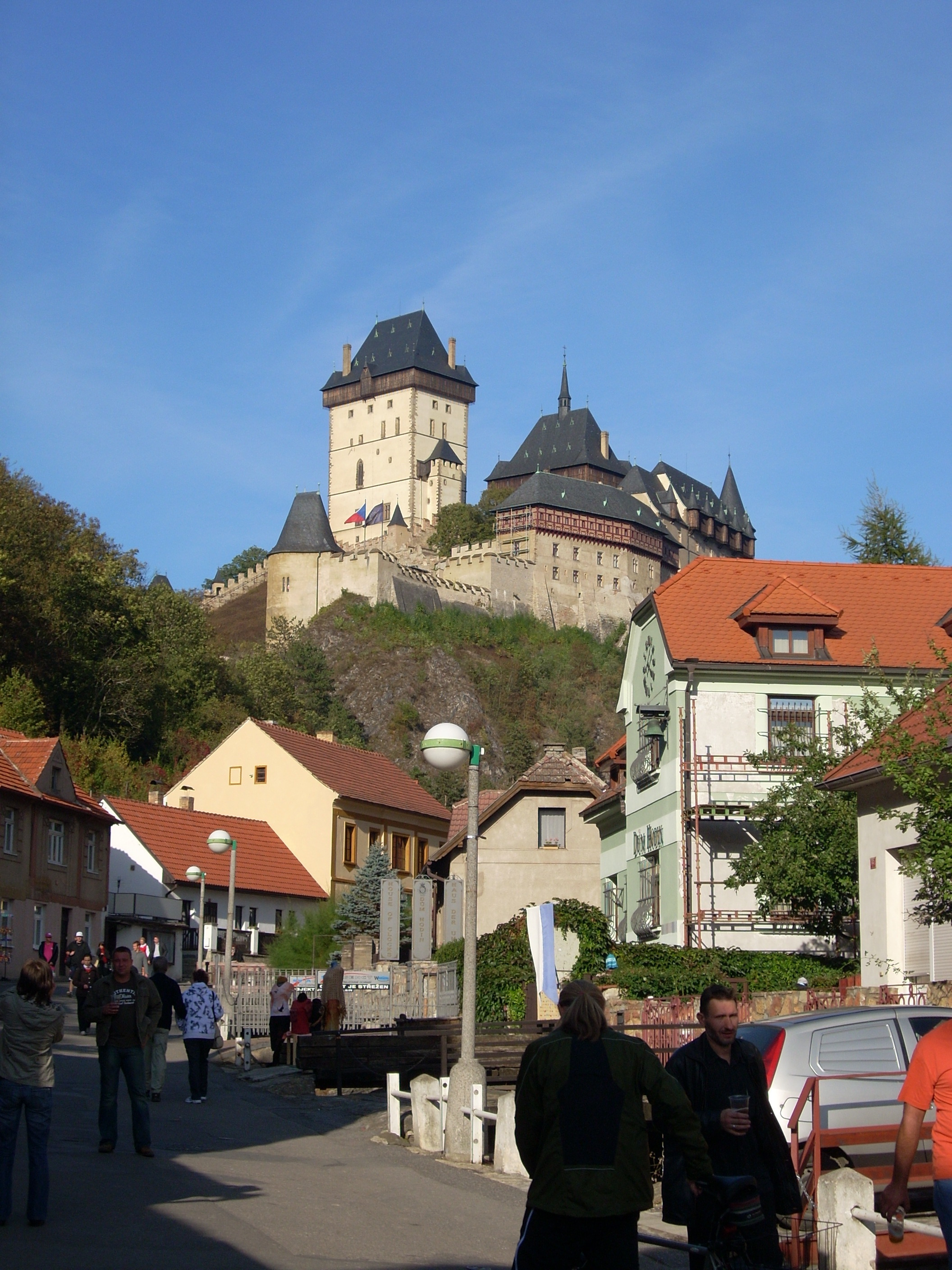
Ort Karlstejn mit Burg

## Ortsgliederung
Für den Městys Karlštejn sind keine Ortsteile ausgewiesen. Karlštejn gliedert sich in die Katastralbezirke Budňany und Poučník. Grundsiedlungseinheiten sind Karlštejn I, Karlštejn II, Krupná und Poučník.

## Sehenswürdigkeiten
- Burg Karlštejn
- Wachsfigurenmuseum Karlštejn
- Krippenmuseum
- Uhrenmuseum
- Museum der Festungen in Tschechien
- Budňany-Felsen (Budňanská skála, Gesteinsformation an der Silur-Devon-Grenze)
- Landschaftsschutzgebiet Český kras (Tschechischer Karst)

## Städtepartnerschaften
Mit folgenden Städten führt Karlštejn eine Partnerschaft:
- Montecarlo (Toskana) in Italien, seit 25. April 2003,
- Althen-des-Paluds in Frankreich, seit 25. September 2005,
- Mylau in Deutschland, seit Oktober 2006.

Eine Besonderheit daran ist, dass es sich um eine gegenseitige Verbindung aller vier Städte handelt, die alle Partnerschaftsverträge miteinander abgeschlossen haben.
Darüber hinaus besteht eine innertschechische Verbindungen zur Gemeinde Žilov (seit 2003).